# Ampedus elegantulus
Ampedus elegantulus là một loài bọ cánh cứng trong họ Elateridae. Loài này được Schönherr miêu tả khoa học năm 1817.